# Leucidia
Leucidia é um género de borboletas da família Pieridae. Elas são nativas da América do Sul.

## Espécies
- Leucidia brephos (Hübner, [1809])
- Leucidia elvina (Godart, 1819)